# Macizo de Tengger

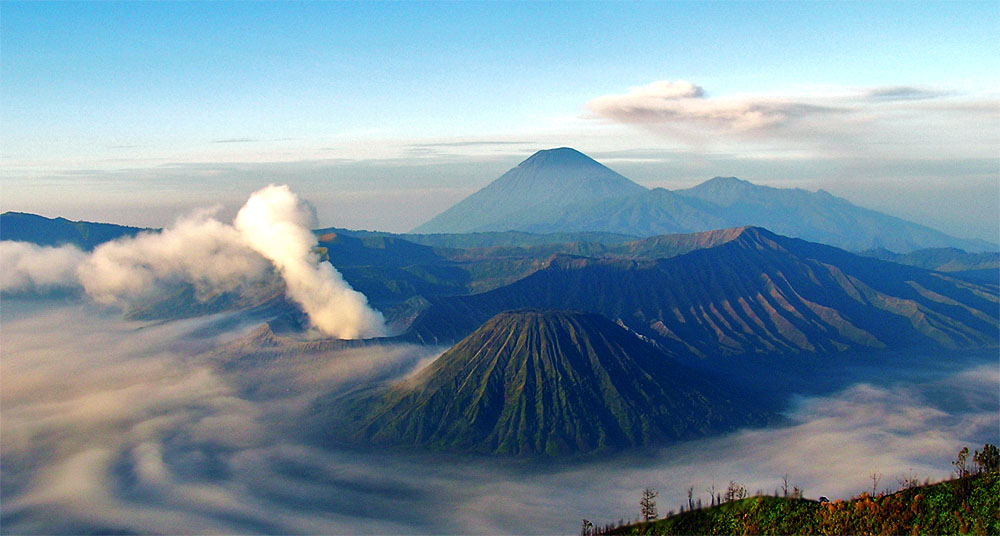

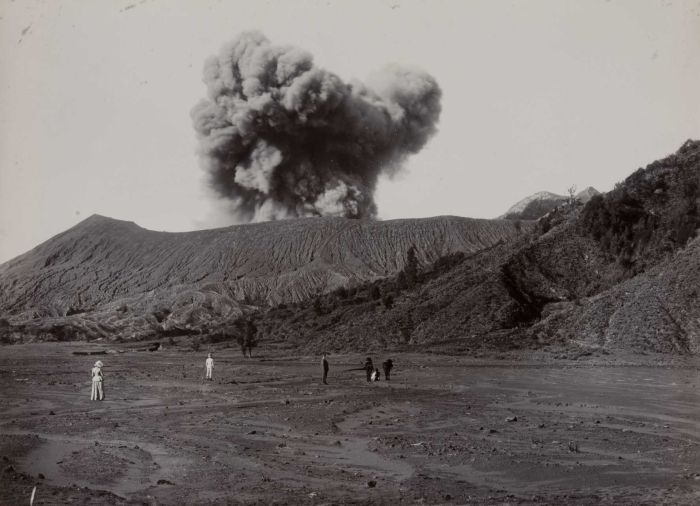
Personas en el "Mar de Arena" alrededor Monte Bromo mirando emisiones del volcán

El Macizo de Tengger es un macizo en este de Java, Indonesia. El área es un complejo volcánico activo  rodeado por una llanura de arena, y es la casa de los Tenggerese y está nombrado para el Reino de Tengger. Los Tengger son una minoría étnica que creen ser los descendientes de los príncipes Majapahit. Son aproximadamente 600,000 individuos y están distribuidos en treinta pueblos que se encuentran en las aisladas montañas de Tengger que incluyen al Monte Bromo y áreas dentro del Parque nacional de Bromo Tengger Semeru en la región Oriental de Java.